# Abbaye Notre-Dame de Nazareth de Rougemont
Pour les articles homonymes, voir Abbaye Notre-Dame-de-Nazareth.
L'Abbaye Notre-Dame de Nazareth est une abbaye cistercienne, de l'Ordre de Cîteaux, située à Rougemont, Québec, Canada. Elle est fondée en 1932 par l'antique abbaye de Lérins sur l'île Saint-Honorat en face de Cannes (Alpes-Maritimes) en France. Elle fait partie de la Congrégation cistercienne de l'Immaculée Conception dont font partie l'Abbaye de Lérins, l'Abbaye de Sénanque, l'Abbaye de Castagniers, l'Abbaye de Rieunette, toutes quatre situées en France ainsi que le prieuré de Prad'Mill en Italie et l'Abbaye de My Ca au Vietnam.

## Histoire
Devant l'essor des vocations religieuses en Amérique du Nord, Dom André Drilhon de l'Abbaye de Lérins décide de fonder au Canada dans le but de préparer une fondation au Vietnam. La province de Québec au Canada est choisie puisque la majorité de sa population est de langue française.

### Fondation
Quatre moines fondateurs s'installent tout d'abord, le 30 avril 1932, à Saint-Jean-Baptiste de Rouville, en Montérégie (Québec) et célèbrent la première messe le 1er mai. Le site s'avère rapidement inapproprié à cause de l'éloignement du chemin de fer, principale voie de communication à l'époque, et du manque d'eau sur la propriété. Un autre domaine est acquis, sur l'autre versant du mont, à Rougemont même, et la petite communauté y déménage quelques mois plus tard le 25 novembre. Il y a sur place une vieille maison qui servira longtemps de petite hôtellerie et un verger, bien situé à flanc de montagne, mais laissé à l‘abandon.

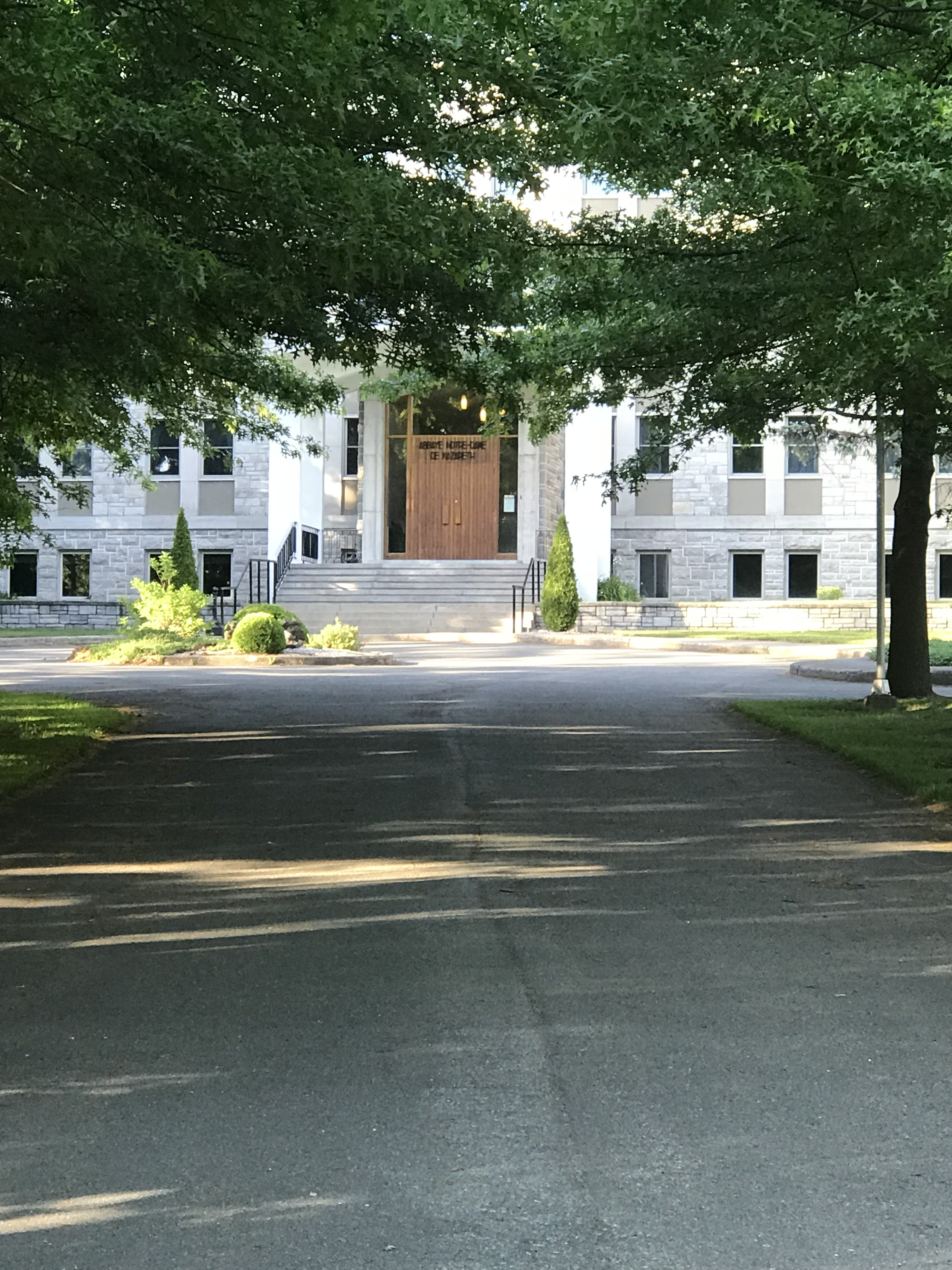
Façade de l'Abbaye cistercienne Notre-Dame de Nazareth, Rougemont

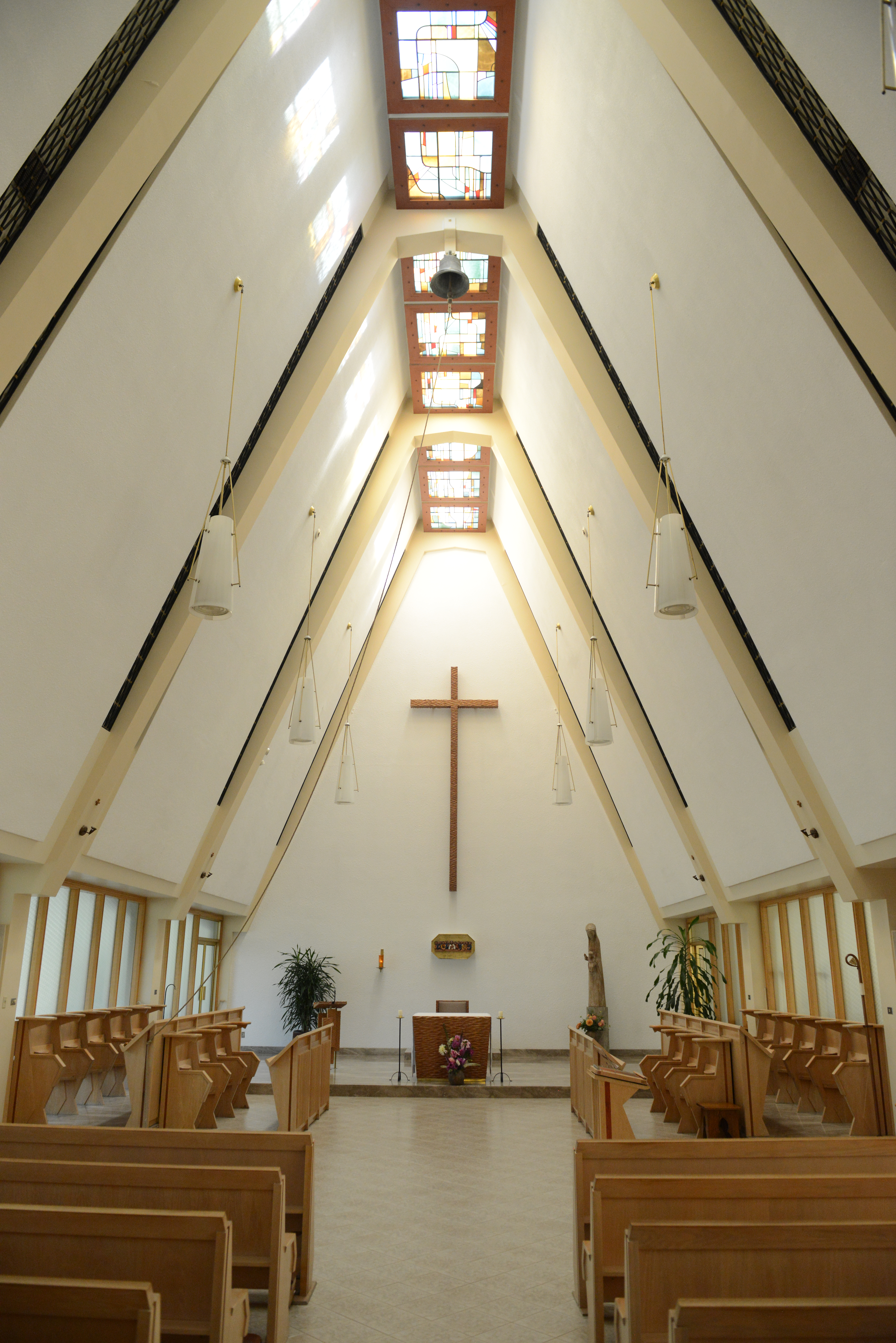
Intérieur de l'église abbatiale. Abbaye Notre-Dame de Nazareth, Rougemont

#### Premier Abbé

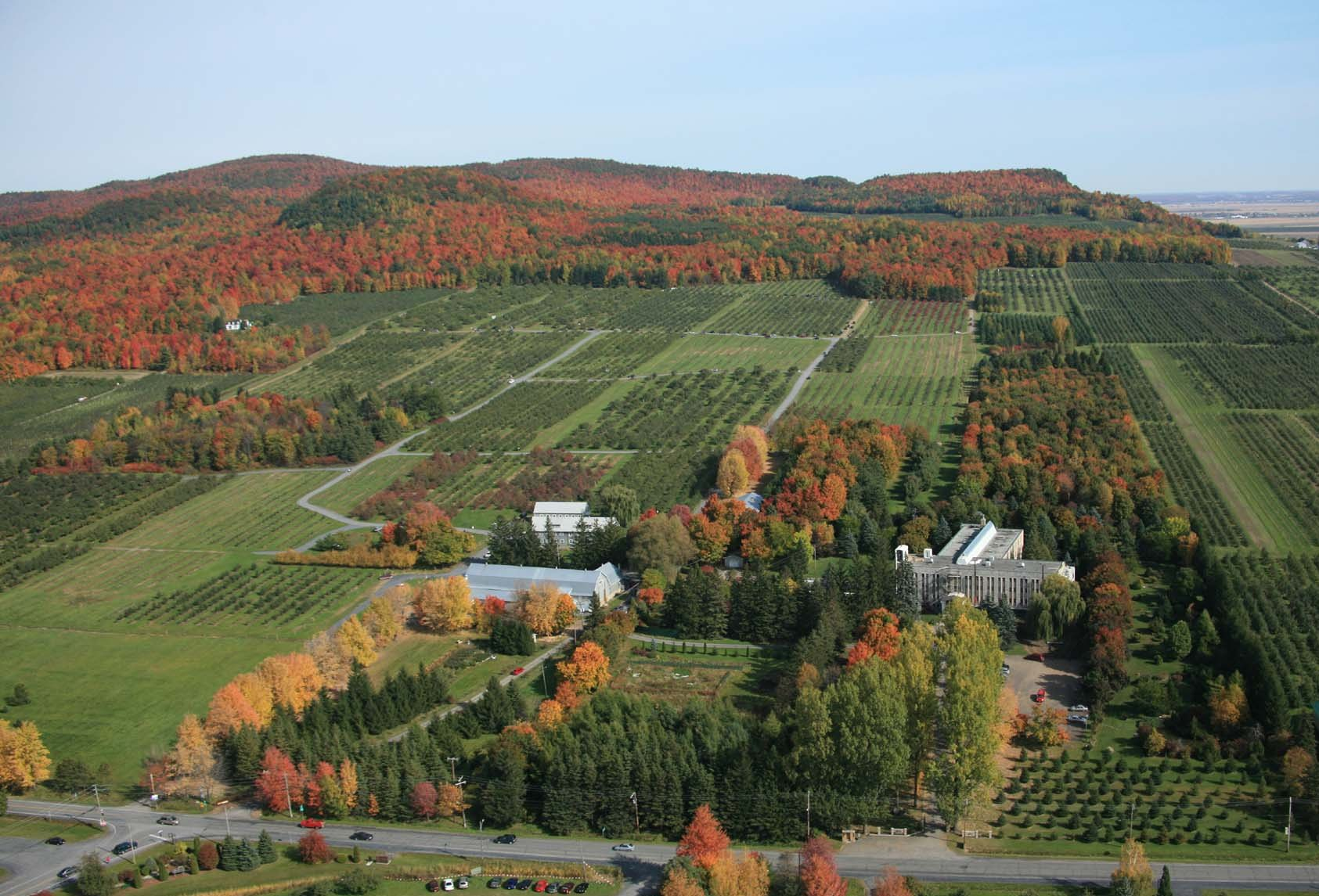
Vue aérienne de l'Abbaye Notre-Dame de Nazareth, Rougemont

Un des quatre fondateurs, Dom Augustin Menudier, auparavant prieur à l'Abbaye de Sénanque (Vaucluse), devient le premier supérieur du nouvel établissement. Il en est nommé prieur dès la fondation en 1932. Les débuts sont difficiles à cause des suites de la crise économique de 1929, puis à cause de la guerre 1939-1945 qui coupe les contacts avec la maison-mère de Lérins. Il est nommé premier abbé au moment de l'érection du monastère en abbaye en 1950, et est réélu par ses frères, pour 6 ans, en 1956. Sous son gouvernement, la communauté construit un premier monastère en briques, qui est agrandi par une section en pierre en 1956, reprend la culture des pommes, achète des parcelles de terres cultivables alentour et exploite une petite ferme. Il donne sa démission en 1962, à la fin de son second mandat pour cause de santé et d'âge. Il décède le 11 février 1974, à l'âge de 86 ans.  

#### Deuxième Abbé
Il est remplacé par un Canadien, Dom Philippe Gagnon, qui est élu abbé le 25 mai 1965. C'est sous son abbatiat que sont construites une nouvelle église abbatiale et une vaste hôtellerie. Une première version d'une liturgie en français est élaborée et mise en place. Il démissionne le 28 novembre 1971.

#### Troisième Abbé
Dom Dominique Tourigny le remplace, tout d'abord comme prieur-administrateur de 1971 à 1976, puis comme abbé après son élection, le 8 septembre 1976. Sous la pression des circonstances, il réorganise l'économie du monastère en abandonnant la ferme et en revendant certaines parcelles de terre pour se concentrer sur l'exploitation du verger. Il donne sa démission le 4 mars 1979.

#### Quatrième Abbé
Dom André Letarte lui succède comme prieur-administrateur, puis comme 4e abbé du monastère, à partir du 6 mai 1980. Il réorganise l'ensemble des bâtiments conventuels, ce qui permet la démolition des parties construites en 1932 et 1956, devenues vétustes. Grand amateur de liturgie, il encourage l'élaboration d'une seconde version en français de l'office divin, cette fois, en musique modale. Au verger, la cueillette conventionnelle pratiquée jusqu'alors est progressivement remplacée par l'agrotourisme grâce à l'aménagement d'un magasin dans l'ancien entrepôt à pommes et à la mise en place de l'auto-cueillette. Après presque 25 ans d'abbatiat, sa démission est acceptée le 4 janvier 2004.

#### Cinquième Abbé
La communauté choisit, pour lui succéder, Dom Raphaël Bouchard, élu le 6 janvier 2004 et béni le 25 janvier.  Dès le début de son gouvernement, il met l'accent sur la vie fraternelle et la dimension communautaire du monachisme. Il fait aménager de nouveaux locaux conventuels en ce sens. Surtout, il est sensible à la difficulté qu'ont les jeunes chrétiens à trouver une place dans l'Église et veut faire en sorte que l'Abbaye tente de réponde à leur soif spirituelle. Dans ce but, il organise la «Chambre Haute» pour leur permettre de vivre, à mi-chemin entre l'hôtellerie et le cloître, une expérience spirituelle et organise, à plusieurs reprises dans l'année, des retraites spécifiquement orientées vers les adolescents ou les jeunes adultes. Après l'incendie de septembre 2017, qui a ravagé complètement le vieil entrepôt qui abritait tout le secteur économique, un nouveau pavillon est construit l'année suivante, abritant un magasin, des ateliers de production de produits monastiques et une salle polyvalente pouvant servir à l'accueil de groupes et à des activités à la fois pastorales, culturelles ou sportives.

## L'Abbaye aujourd'hui
Dans une abbaye construite pour 16 moines, la communauté actuelle compte une quinzaine de moines. Pour répondre à leur charisme cistercien fondé sur la Règle de saint Benoît, le quotidien des moines se concentre sur la vie fraternelle, le travail, la liturgie et l'hospitalité. Fidèles à leur tradition rurale, les moines exploitent un verger de pommes et fabriquent différents produits  dérivés de la pomme. De plus, dans la continuité de leur tradition séculaire d'accueil, les moines ont une hôtellerie pour les pèlerins en quête de silence, de prière et de solitude, avec une priorité d'accueil envers les jeunes. 